# Олександрівка (Курманський район)
Олекса́ндрівка (до середини XIX століття — Бій-Ака́й-Кемельчі́, крим. Biy Aqay Kemelçi, рос. Александровка, чеськ. Alexandrovka) — село в Україні, у Курманському районі Автономної Республіки Крим.
Відстань від районного центру до населеного пункта становить 18 км.

## Історія
У 1862 році, після того, як село Бій-Акай-Кемельчі спустіло внаслідок жорсткої політики російської влади щодо кримських татар, в нього прибули перші чеські колоністи, і село було перейменовано на честь російського імператора Олександра. Назва відображає «вірнопідданські почуття» щодо царя Олександра II. Пізніше прибули німецькі колоністи, і село стало єдиною у Криму змішаною чесько-німецькою колонією. У селі знаходиться костел Серця Ісуса. У 1932 році храм був закритий радянською владою, надалі використовувався як склад і клуб.
За переписом 1926 року населення села складало 729 осіб: 390 німців, 282 чехи, 35 росіян, 14 українців, 6 кримських татар, 1 білорус, 1 записано у графі «інші».
У 2023 році у проєкті Постанови Верховної Ради України «Про перейменування деяких населених пунктів Автономної Республіки Крим» село запропоновано перейменувати на Бій-Акай-Кемельчі.

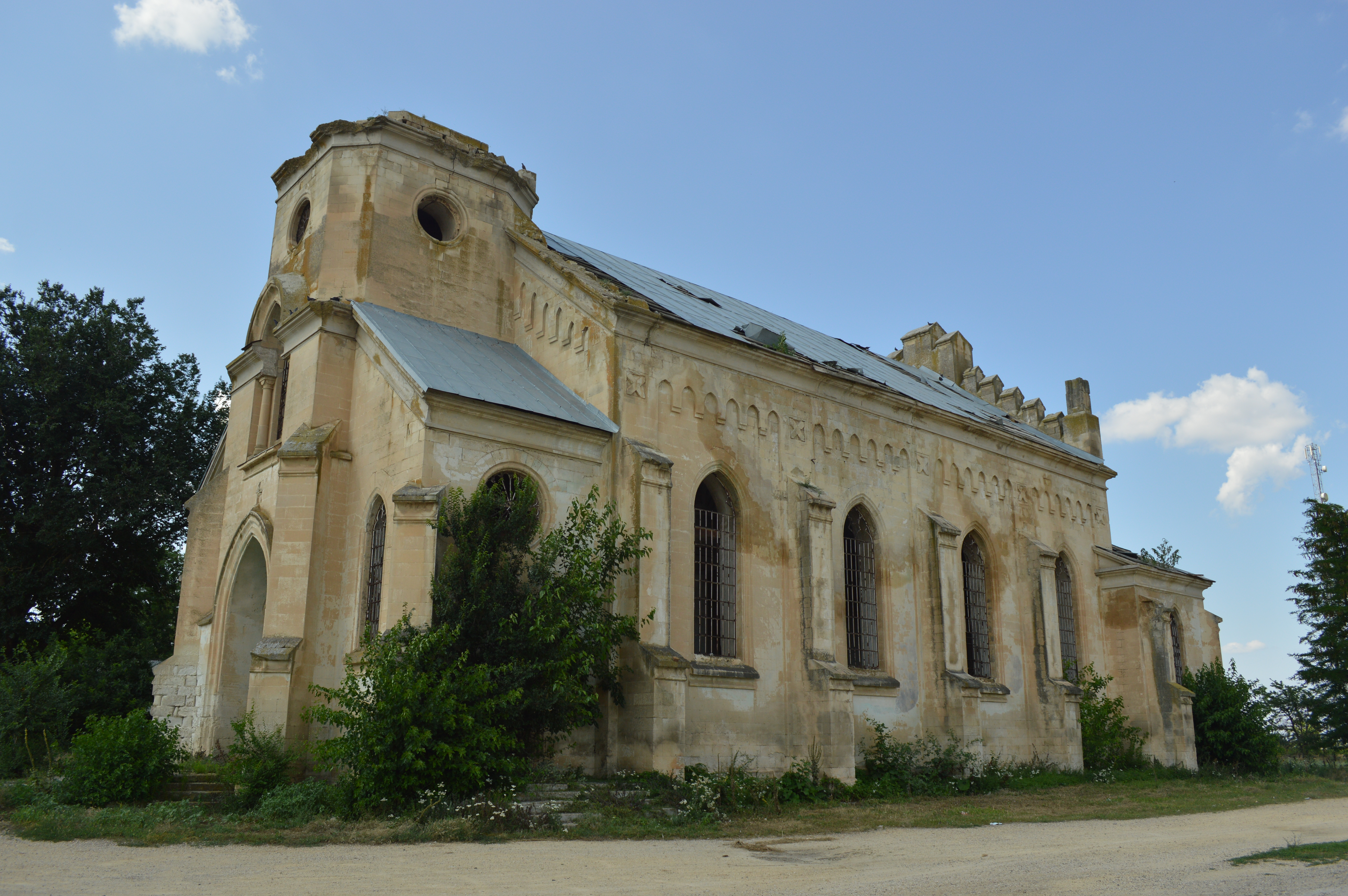
Костел Серця Ісуса
В селі Олександрівка зазнає руйнування костел Серця Ісуса — унікальний неоготичний храм, зведений у 1909—1910 роках католичною громадою чеської та німецької колоній. У тимчасово окупованому селі російськими загарбниками пам'ятником культурної спадщини ніхто не займається, як і десятки об'єктів на тимчасово окупованій території. Костел Сердця Ісуса є пам'ятником архітектури місцевого значення (реєстр № 94-012-2001) за українському законодавству. 
У 1999 році чеськими меценатами була спроба провести реставрацію храма, частково відремонтований дах та вивезено сміття, проте роботи були припинені і наразі будівля перебуває в аварійному стані.
У 2015 році, після падіння з даху храма та загибелі 12-річного підлітка, входи у храм були закриті гратами, які наразі знову пошкоджені.